# ميانزو (غيفان)
ميانزو (بالفارسية: میانزو) هي قرية تقع في إيران في قسم غیفان الريفي. يقدر عدد سكانها بـ 367 نسمة بحسب إحصاء 2016.